# 兰志流
兰志流（1932年—），广西都安人，瑶族，中华人民共和国政治人物，第六、七届全国政协常委。

## 生平
中华人民共和国成立后，兰志流曾担任广西宜山专区民族事务委员会秘书长、忻城县副县长。1956年起，任都安瑶族自治县人民法院院长、中共都安县委副书记。文化大革命爆发后，任都安县革命委员会副主任、都安县革委会核心小组副组长。1973年曾受到批判。后又历任中共巴马县委书记、县革委会主任，河池地区行政公署副专员，广西壮族自治区人民代表大会民族委员会副主任，广西民政厅副厅长等。他于1983年、1988年连续当选第六、七届全国政协常务委员。